# Municipio de Shuajevi
El municipio de Shuajevi (en georgiano: შუახევის მუნიციპალიტეტი) es un municipio de Georgia perteneciente a la República autónoma de Ayaria. El área total del municipio es 588 kilómetros cuadrados (227 mi²) y su centro administrativo es el asentamiento urbano de Shuajevi. La población era 15.044, según el censo de 2014.

## Geografía
El municipio de Shuajevi limita con los municipios de Ozurgueti y Chojatauri al norte, el municipio de Julo al este, los municipios de Keda y Kobuleti al oeste y la frontera con Turquía al sur.
El municipio es montañoso; las montañas más altas del distrito son la montaña Jeva (2812 m) y Taguinauri (2662 metros). El río más grande es el Ayaristskali. 

### Clima
El clima en los valles es subtropical. La temperatura media del aire es de 11,4 °C y la precipitación media es de 1200-1500 mm.

## Historia
El raión de Shuajevi fue creado en 1952 a expensas del territorio separado del raión de Julo.

## Política
La asamblea municipal de Shuajevi (en georgiano: შუახევის საკრებულო) es un órgano representativo en el municipio de Shuajevi, que consta de 21 miembros que se eligen cada cuatro años. La última elección se llevó a cabo en octubre de 2021. Omar Takidze del Sueño Georgiano (SG) fue elegido alcalde en las últimas elecciones.
| Partido político | Partido político                    | 2017 | 2021 |
| ---------------- | ----------------------------------- | ---- | ---- |
|                  | Sueño Georgiano                     | 19   | 14   |
|                  | Movimiento Nacional Unido           | 3    | 5    |
|                  | Para Georgia                        |      | 1    |
|                  | Lelo por Georgia                    |      | 1    |
|                  | Alianza de los Patriotas de Georgia | 1    |      |
|                  | Georgia Europea                     | 1    |      |
| Total            | Total                               | 24   | 21   |

## División administrativa
El municipio consta de 1 daba o asentamientos de tipo urbano, Shuajevi, y 68 pueblos (sopeli).
Los temi o consejos de pueblos son: Baratauli, Chvana, Dgvani, Oladauri, Samleti, Shubani, Utshambi, Tskalsakari.

## Demografía
La población del municipio de Shuajevi ha disminuido desde 1989, con una pérdida de población del 40%.
| Población del municipio de Shuajevi                                    | Población del municipio de Shuajevi | Población del municipio de Shuajevi | Población del municipio de Shuajevi | Población del municipio de Shuajevi | Población del municipio de Shuajevi | Población del municipio de Shuajevi | Población del municipio de Shuajevi | Población del municipio de Shuajevi | Población del municipio de Shuajevi | Población del municipio de Shuajevi | Población del municipio de Shuajevi |
|                                                                        | 1897                                | 1922                                | 1926                                | 1939                                | 1959                                | 1970                                | 1979                                | 1989                                | 2002                                | 2014                                | 2021                                |
| ---------------------------------------------------------------------- | ----------------------------------- | ----------------------------------- | ----------------------------------- | ----------------------------------- | ----------------------------------- | ----------------------------------- | ----------------------------------- | ----------------------------------- | ----------------------------------- | ----------------------------------- | ----------------------------------- |
| Municipio de Shuajevi                                                  | -                                   | -                                   | -                                   | 13 392                              | 20 324                              | 23 196                              | 23 081                              | 25 113                              | 21 850                              | 15 044                              |                                     |
| Asentamiento de Shuajevi                                               | -                                   | -                                   | -                                   | -                                   | -                                   | -                                   | 655                                 | 886                                 | 980                                 | 797                                 | 902                                 |
| Datos: Estadística de población de Georgia desde 1897 hasta hoy. Nota: |                                     |                                     |                                     |                                     |                                     |                                     |                                     |                                     |                                     |                                     |                                     |

La población está compuesta por un 98,14% de georgianos. 
|              | 2002      | 2002       | 2014      | 2014       |
| Grupo étnico | Población | Porcentaje | Población | Porcentaje |
| ------------ | --------- | ---------- | --------- | ---------- |
| Georgianos   | 21 796    | 99,75%     | 14 764    | 98,14%     |
| Rusos        | 14        | 0,06%      | 2         | 0,01%      |
| Armenios     | 5         | 0,02%      | 2         | 0,01%      |
| Ucranianos   | 2         | 0,01%      | 2         | 0,01%      |
| Abjasios     | 25        | 0,11%      | 1         | 0,01%      |
| Osetios      | 5         | 0,02%      | 1         | -          |
| Griegos      | 1         | 0,01%      | -         | -          |
| Azeríes      | 1         | 0,01%      | -         | -          |
| Turcos       | -         | -          | 270       | 1,79%      |
| Total        | 21 850    | 100%       | 15 044    | 100%       |

## Economía
Los suelos comunes en el municipio sustentan el cultivo de las variedades de tabaco de alta calidad. La rama principal de la economía es la agricultura, en la zona de baja montaña, la principal es la horticultura, y en la zona de alta montaña, la cría de animales y la apicultura están muy extendidas. Se ha construido una pequeña central eléctrica de 3000 kW en el río Sanalia.

## Infraestructura

### Arquitectura, monumentos y lugares de interés
En el municipio hay ruinas de varias fortalezas medievales como las de Shuajevi, Darchidzebi, Nigazeuli. También hay varios puentes arqueados de la Edad Media en Buturauli, Zamleti o Potelauri.

## Galería

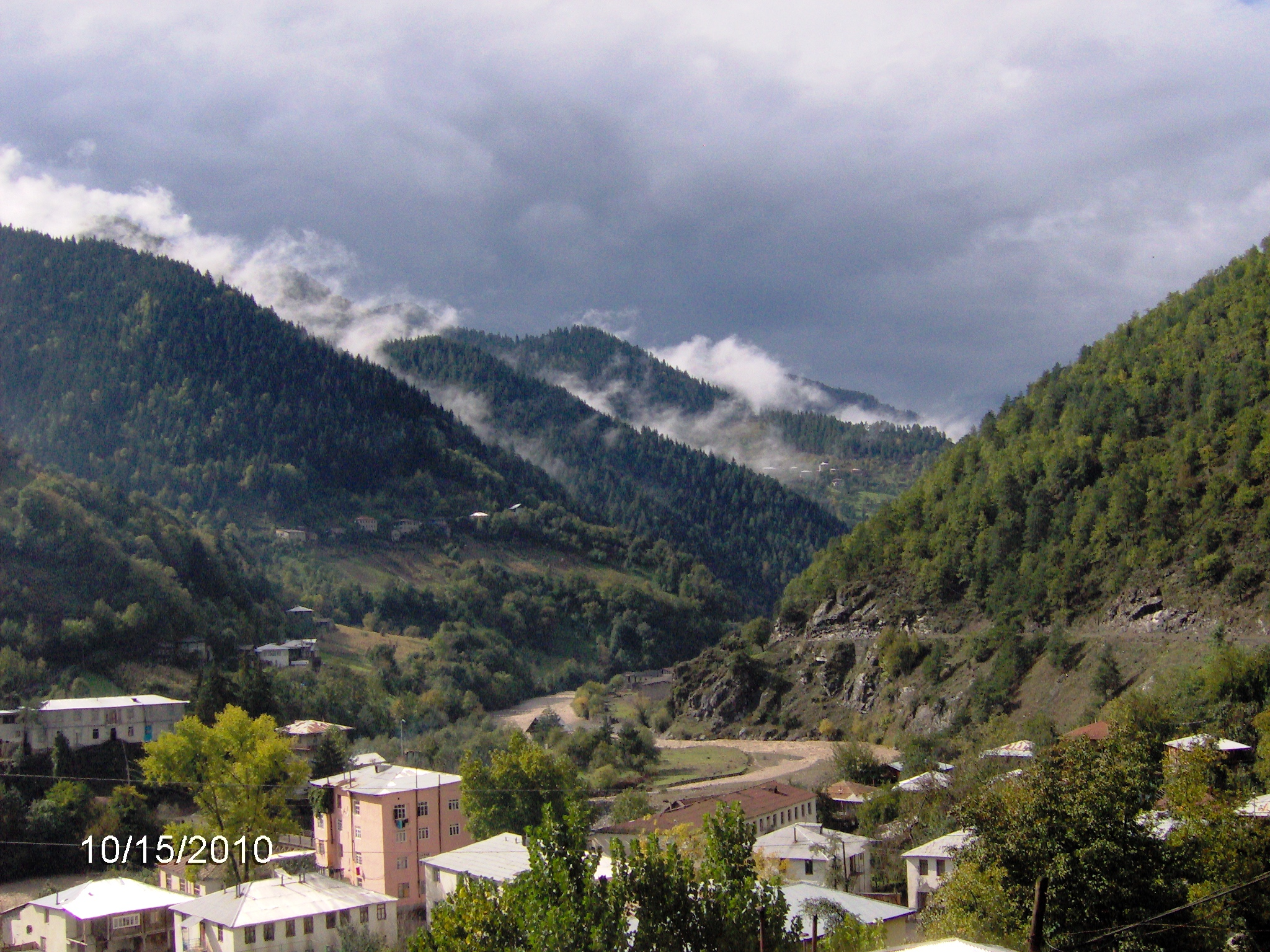
Vista de Shuajevi
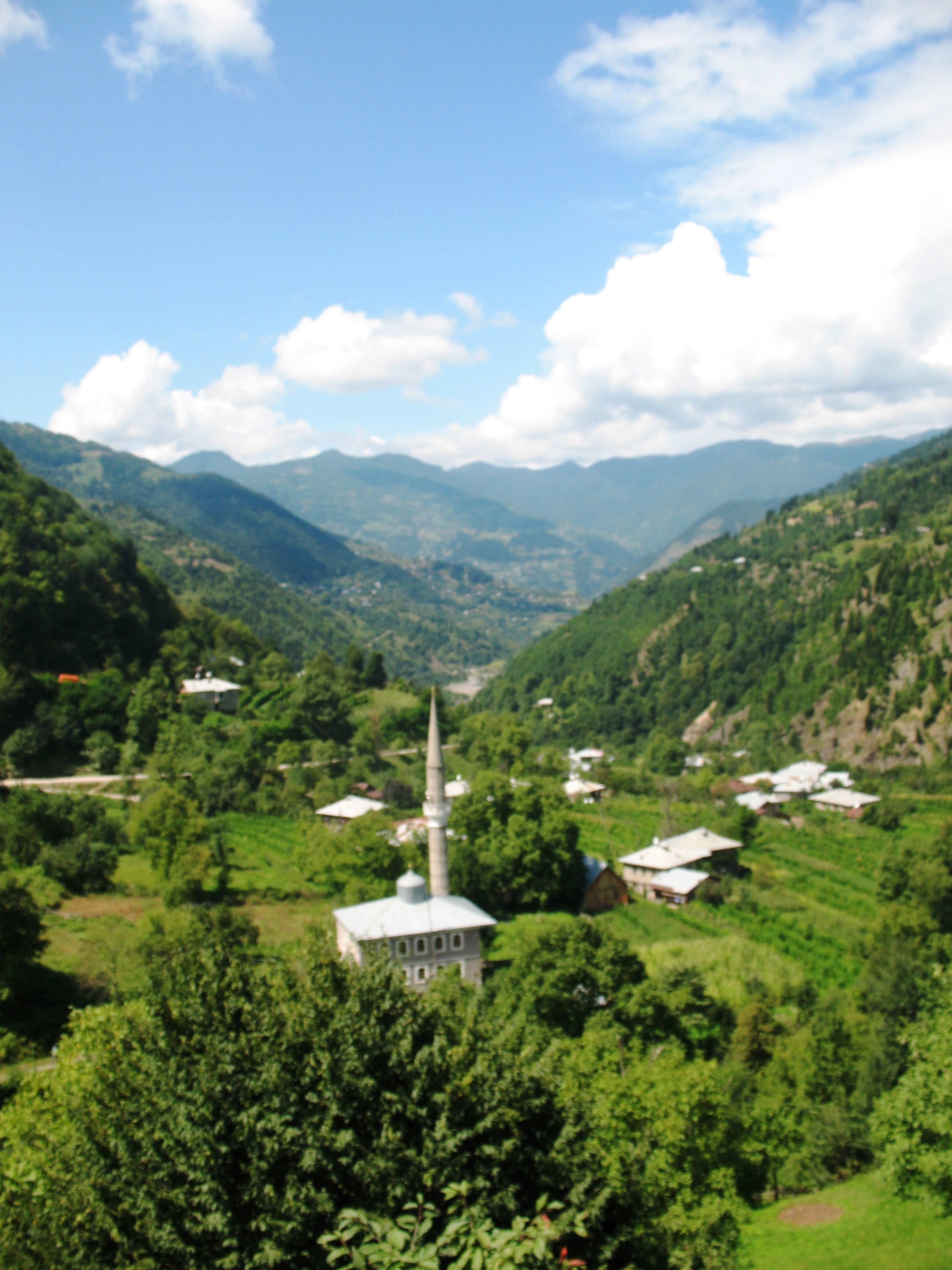
Mezquita de Chala
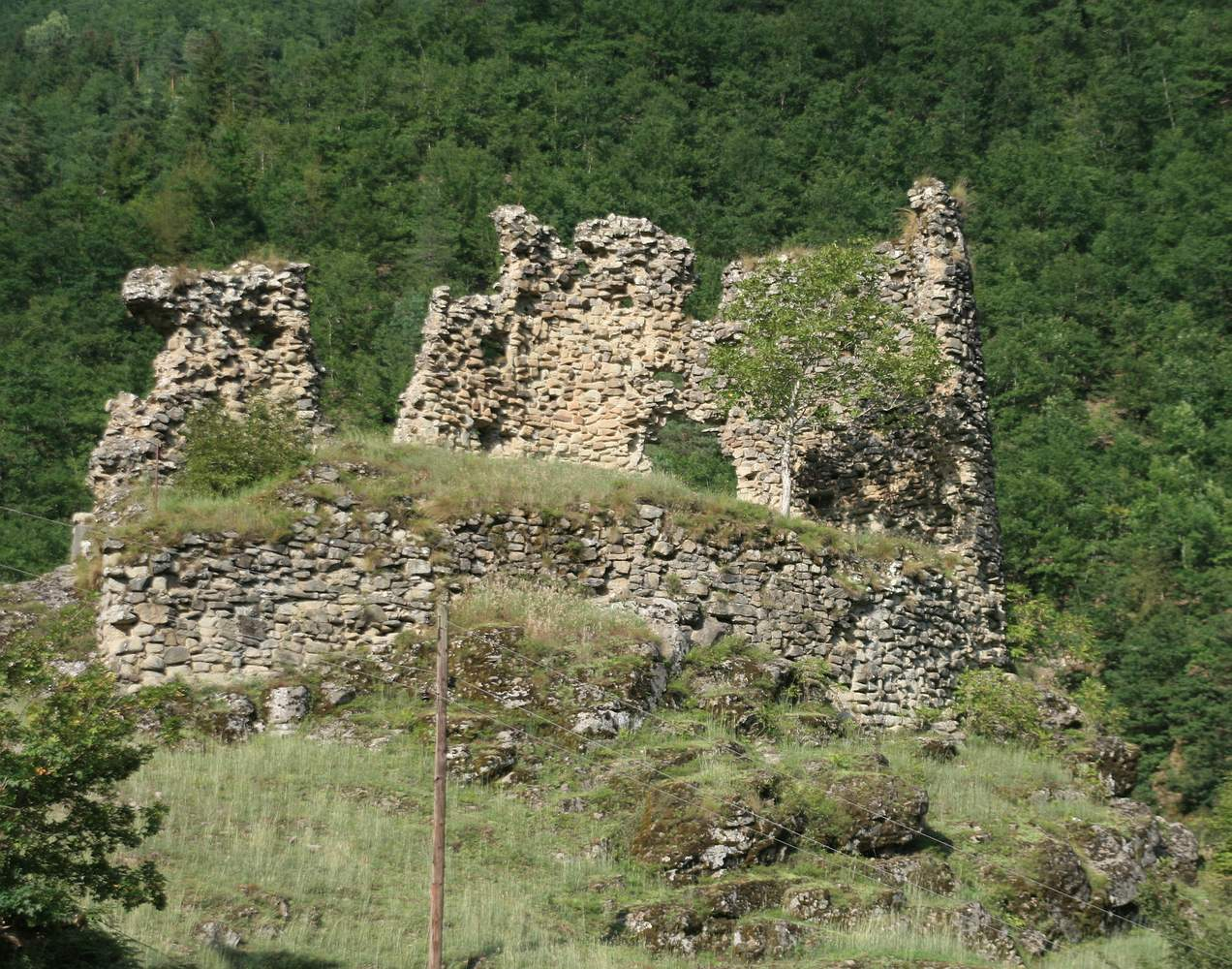
Fortaleza de Okropilauri
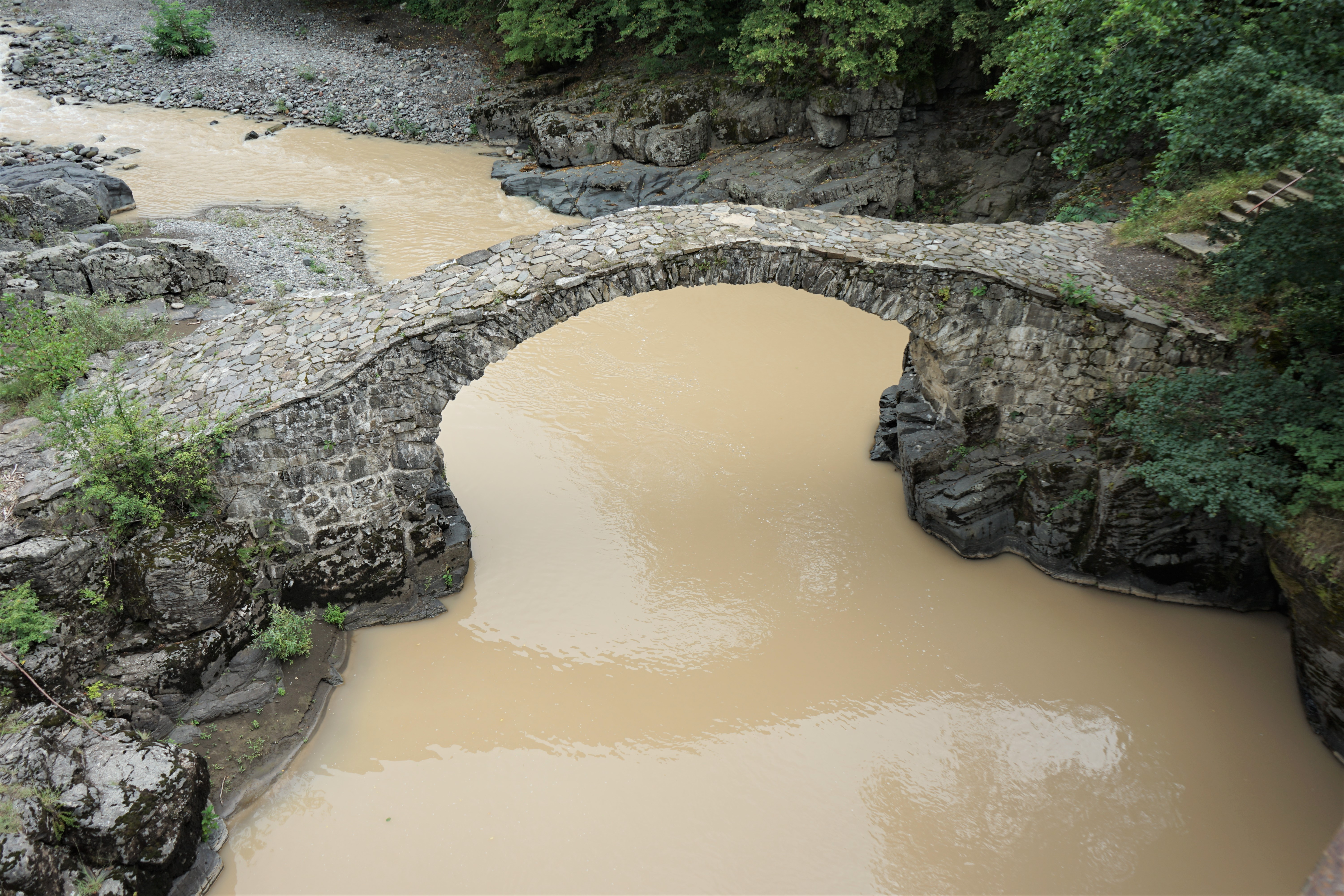
Puente de Purtio